# Атаманенко Олег Віталійович
Оле́г Віта́лійович Атама́ненко (1978—2023) — український військовослужбовець, молодший сержант 47ОМБр, навідник М2А2 Bradley. Кавалер ордена «За мужність» ІІІ і ІІ ступенів.

## Життєпис
Народився 15 липня 1978 року в сім'ї бухгалтера та токаря.
У 1995 році закінчив Бишівську середню школу. У 1999 році здобув вищу освіту, закінчивши Інститут ринкових відносин та підприємництва. Був одружений, виховував доньку.
18 березня 2014 року був призваний до лав 72 ОМБр імені Чорних Запоріжців, оператором навідником БМП-2 окремої роти розвідки. Із квітня 2014 року брав безпосередню участь в антитерористичній операції на Донеччині. В липні 2014 року його рота потрапила в оточення на переправі між селами Кожевня і Чорна Зоря Горлівського району Донецької області. Після виходу з оточення його бригада боронила місто Волноваха Донецької області. Демобілізувався в березні 2015-го.
З початком повномасштабного вторгнення, 24 лютого був знову призваний в ряди Української армії до складу 72 ОМБр імені Чорних Запоріжців в розвідувальний взвод мотопіхотного батальйону. Зі своїми побратимами звільняв Мощун, Горенку від окупантів. Після визволення Київської області, їхню частину передислокувати на Донеччину де боронили Єлизаветівку, Павлівське, Вугледар та ін.
В грудні 2022 року перевівся в 47-у ОМБр «Маґура». У складі якої пройшов навчання у Німеччині, здобув спеціальність оператора навідника М2А2 Bradley, кваліфікацію Master gunner.
З квітня 2023 року 47 ОМБр брала участь у контрнаступі та звільняла населені пункти Роботине, Вербове на Запорізькому напрямку. Неодноразово отримував поранення та контузії, але щоразу повертався до своїх побратимів.
З жовтня 2023 47-му бригаду перекинули на Авдіївський напрямок, де вони брали участь в обороні міста Авдіївка на північному фланзі. Олег зі своїми побратимами знищували багато ворогів, без відпочинку та сну.
Повертаючись востаннє після виконаного бойового завдання, команда прийняла рішення ризикувати та повернутися, щоб врятувати життя пораненого воїна. Нажаль це рішення було смертельним для Олега, він врятував життя побратимів втративши своє, ворожий удар FPV дрона став смертельним для нього.
За проявлений героїзм і мужність при виконанні військового та громадянського обов'язку отримав відзнаку Головокомандувача Збройних сил України «Хрест Хоробрих» та державну нагороду орден «За мужність» ІІ ступеня.

## Загибель
Загинув 28 листопада 2023 від ворожого удару FPV дрону на північ від Авдіївки
Похований в с. Горобіївка.